# Pagekoni
Pagekoni (Diplodactylinae) jsou zvířata říše plazů blízce příbuzní s gekony. Patří pod čeleď gekonovití (Gekkonidae). Podobně jako gekoni nemají pohyblivá víčka a svislou zorničku, ale mají většinou lamely, tzv. příchytný orgán gekonů.
Kladou 2 vajíčka až na pár výjimek. Spolu s gekony jsou rozšířeni téměř po celém světě, hlavně v tropech a subtropech, ale výjimky mohou žít i v mírném podnebném pásu, například v Austrálii, Jižní Americe a Nové Kaledonii
Zástupci:
- Pagekon lupenoocasý
- Pagekon řasnatý
- Pagekon obří
- Pagekon lišejníkovitý
- Pagekon hrbolkohlavý